# Балтазаровка
Балтаза́ровка (укр. Балтазарівка) — село в Чаплинской поселковой общине Каховского района Херсонской области Украины.
Население по переписи 2001 года составляло 1260 человек. Почтовый индекс — 75212. Телефонный код — 5538. Код КОАТУУ — 6525480501.
Скодовский Яков Яковлевич происходил из шляхетского рода, причисленного к гербу «Доленга». Приехав в Россию в 1793 году, стал служащим в «Компании Польской по Херсонской коммерции». После смерти графа Мордвинова он унаследовал 10 000 десятин, купил еще землю и стал помещиком. Поселился в 40 км от Каховки, основав родовое село Скадовка с несколькими хуторами. Балтазаровка была основана на землях помещика Балтазара Яковлевича Скодовского, сына Я. Я. Скодовского.

## Местный совет
75212, Херсонская обл., Каховский р-н, с. Балтазаровка, ул. К. Маркса, 8